# OpenEdition
OpenEdition ("Edição aberta", em português) é um portal de publicação científica multilíngue, gratuito e de acesso aberto das áreas das ciências humanas e sociais. É mantido pelo Centro pela Edição Eletrônica Aberta, núcleo científico de publicação eletrônica da França associado a uma série de instituições acadêmicas.
Em 2018, o portal OpenEdition recebeu 68 milhões de visitas.

## Descrição
O portal OpenEdition é mantido pelo Centro pela Edição Eletrônica Aberta (do francês Centre pour l'édition électronique ouverte - CLEO), associado ao Centro Nacional da Pesquisa Científica, à Escola de Estudos Avançados em Ciências Sociais, à Universidade de Aix-Marseille e à Universidade de Avignon, todas estas, instituições francesas.

### Plataformas
Este portal inclui quatro plataformas principais:
- OpenEdition Journals: criado por Marin Dacos em 1999, primeiramente com o nome Revues.org,[4] este portal disponibiliza online centenas de periódicos na área das Humanidades e Ciências Sociais. Migrou para o endereço OpenEdition Journals no ano de 2017.
- Calenda: criado por Marin Dacos no ano 2000, publica milhares de anúncios de eventos científicos, como conferências, jornadas de estudo, seminários, bem como ofertas de emprego e convites à apresentação de projetos de pesquisa. É dirigido por Delphine Cavallo.
- Hypotheses.org: criado em 2008, Hypotheses é uma plataforma de blog científico. Os pesquisadores criam “cadernos de pesquisa” nos quais relatam o andamento de suas pesquisas.
- OpenEdition Books: criado em 2013, é uma plataforma de publicação de livros, dos quais pelo menos 80% têm acesso aberto. Entre os primeiras editoras da plataforma estão a Editora da Escola Normal Superior de Paris e a Editora da Escola de Estudos Avançados em Ciências Sociais, bem como, a Open Books Publishers e a Central European University Press.[5] No ano de 2015, a plataforma hospedou 3.127 livros para 3 milhões de visitantes.[6]

Essas plataformas possuem conselhos científicos que selecionam as publicações a fim de garantir a qualidade científica do conjunto.
Em 2018, o portal OpenEdition recebeu 68 milhões de visitas.

### Multilinguismo
Os idiomas primários do portal OpenEdition são o francês e o inglês, entretanto, o conteúdo publicado em suas plataformas abrange também o alemão, o espanhol e o português.

#### LusOpenEdition
No que tange à lusofonia, o OpenEdition mantém o projeto LusOpenEdition para os conteúdos em língua portuguesa e/ou relativa ao espaço lusófono junto ao Centro em Rede de Investigação em Antropologia e a Fundação Calouste Gulbenkian, ambos de Lisboa.